# Lajin
Lājīn (in arabo  لاجين)‎?, laqab: al-Malik al-Manṣūr Ḥusām al-Dīn Lājīn al-Manṣūrī, in arabo  الملك المنصور حسام الدين لاجين المنصورى ‎?; ... – Il Cairo, 16 gennaio 1299) fu un sultano mamelucco bahri d'Egitto e Siria dal 1297 al 1299.

## Biografia

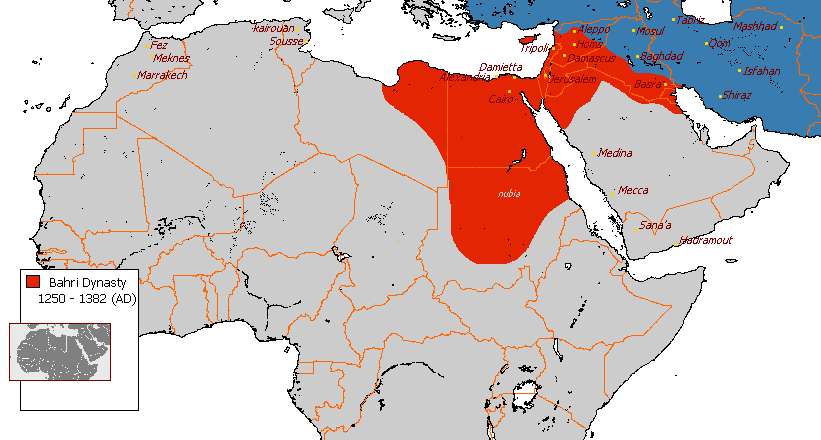
Domini dei Mamelucchi bahri (rosso)

Il mamelucco turco Lājīn fu acquistato nel 1259, dopo la deposizione del suo vecchio padrone, dal futuro Sultano Qalawun, che lo destinò nel 1280 alla carica di governatore della cittadella di Damasco e, dopo che fu stroncata la ribellione di Sunkur al-Ashqar, divenne Wali dell'intera provincia della città siriana.
La sua attività si svolge nel consueto disordine istituzionale e cospirazioni che caratterizzò assai frequentemente i sultanati dei Mamelucchi.
Quando al-Malik al-Nasir Muhammad fu deposto nel 1294 dalla dignità sultanale dal suo vice, il mongolo Kitbugha al-Mansuri, Lājīn divenne a sua volta il vice del nuovo Sultano. Approfittando del crescente malcontento indotto da pestilenze e da una forte carestia in Egitto, malgrado il Sultano mongolo avesse consentito l'insediamento in Siria di numerose famiglie oirate - che sostenevano con logica decisione Kitbugha per aver loro offerto un riparo dalle rappresaglie dell'Ilkhān Ghāzān dopo che questi aveva deposto l'ottavo Ilkhān Baydū) - Lājīn prese a sua volta il potere, deponendo Kitbugha nel 1296.